# Copa mauriciana de futbol
La Copa mauriciana de futbol és la principal competició futbolística per eliminatòries de Maurici.

## Historial
Font:
- 1957: FC Dodo (Curepipe) 5-2 Fire Brigade SC (Beau Bassin-Rose Hill)
- 1959: Faucon Flacq 2-0 Fire Brigade SC (Beau Bassin-Rose Hill)
- 1960: FC Dodo (Curepipe) 1-0 Faucon Flacq
- 1961: FC Dodo (Curepipe) 1-1 2-0 Faucon Flacq
- 1962: Police Club 2-1 FC Dodo (Curepipe)
- 1963: Police Club 5-4 Fire Brigade SC (Beau Bassin-Rose Hill)
- 1964: No es disputà
- 1965: Police Club (Port Louis) 4-2 Muslim Scouts Club (Port Louis)
- 1966: FC Dodo (Curepipe) 2-2 3-0 Fire Brigade SC (Beau Bassin-Rose Hill)
- 1967: Faucon Flacq venç Police Club (Port Louis)
- 1968: Police Club (Port Louis)
- 1969: Muslim Scouts 2-0 Police Club (Port Louis)
- 1970-1976: No es disputà[1]
- 1977: Muslim Scouts 1-0 Police Club (Port Louis)
- 1978-1979: No es disputà[1]
- 1980: Fire Brigade SC (Beau Bassin-Rose Hill) 1-0 Police Club (Port Louis)
- 1981: Fire Brigade SC (Beau Bassin-Rose Hill) 3-1 Hindu Cadets (Quatre Bornes)
- 1982: Fire Brigade SC (Beau Bassin-Rose Hill) 1-0 Police Club (Port Louis)
- 1983: Fire Brigade SC (Beau Bassin-Rose Hill) 1-0 Fuel Youth
- 1984: Police Club (Port Louis)
- 1985: Sunrise (Flacq)
- 1986: Fire Brigade SC (Beau Bassin-Rose Hill)
- 1987: Sunrise 2-1 Racing
- 1988: Cadets Club (Quatre Bornes) 1-0 Fuel Youth
- 1989: Fire Brigade SC (Beau Bassin-Rose Hill) 5-0 Cadets Club (Quatre Bornes)
- 1990: Fire Brigade SC (Beau Bassin-Rose Hill) 7-0 Cadets Club (Quatre Bornes)
- 1991: Fire Brigade SC (Beau Bassin-Rose Hill) 1-0 RBBS (or Scouts Club)
- 1992: Sunrise 2-0 Cadets Club (Quatre Bornes)
- 1993: Sunrise 2-1 Scouts Club (Port Louis)
- 1994: Fire Brigade SC (Beau Bassin-Rose Hill) 3-0 Cadets Club (Quatre Bornes)
- 1995: Fire Brigade SC (Beau Bassin-Rose Hill) 2-1 Cadets Club (Quatre Bornes)
- 1996: Sunrise (Flacq) 2-1 Scouts Club (Port Louis)
- 1997: Fire Brigade SC (Beau Bassin-Rose Hill) 3-1 Sunrise (Flacq)
- 1998: Fire Brigade SC (Beau Bassin-Rose Hill) 3-0 Scouts Club (Port Louis)
- 1999: Abandonat
- 2001: Union Sportive de Beau-Bassin Rose-Hill 2-1 Olympique de Moka
- 2002: AS Port-Louis 2000 3-0 Olympique de Moka
- 2003: Savanne SC 1-1 (4 penals a 2) AS Port-Louis 2000
- 2004: Savanne SC 3-2 Faucon Flacq
- 2005: AS Port-Louis 2000 2-0 Pointe-aux-Sables Mates
- 2006: Curepipe Starlight SC 0-0 (9 penals a 8) Savanne SC
- 2007: Petite Rivière Noire SC 2-0 AS Port-Louis 2000
- 2008: Curepipe Starlight SC 4-2 (pròrroga) AS de Vacoas-Phoenix
- 2009: Pamplemousses SC 6-1 Etoile de L'Ouest
- 2010: AS de Vacoas-Phoenix 1-0 Pointe-aux-Sables Mates
- 2011-12: Desconegut
- 2013: Curepipe Starlight SC 3-2 Petite Rivière Noire SC
- 2014: Petite Rivière Noire SC 3-1 (pròrroga) Pamplemousses SC
- 2015: Petite Rivière Noire SC 2-0 Pamplemousses SC
- 2016: Pamplemousses SC 2-1 Petite Rivière Noire SC
- 2017: AS Port-Louis 2000 2-0 Pamplemousses SC
- 2018: Pamplemousses SC 2-1 GRSE Wanderers
- 2019: Roche-Bois Bolton City 2-0 AS de Vacoas-Phoenix[2]
- 2020: Abandonat
- 2021: Abandonat